# Rapallo
Rapallo – miejscowość i gmina we Włoszech, w regionie Liguria, w prowincji Genua.
Miasto Rapallo jest znanym ośrodkiem turystyczno-wypoczynkowym nad Morzem Liguryjskim. Jest tu duże i znane kąpielisko morskie na Riwierze Włoskiej. Miasto jest połączone autostradą z Genuą. Rozwija się w nim rzemiosło artystyczne. W historii znane jest z traktatów w Rapallo w 1920 i 1922 roku.
W Rapallo urodził się Mieczysław Woroniecki, polski ziemianin i działacz społeczny.
Według danych na rok 2005 gminę zamieszkiwało 30 224 osób, 897 os./km².
W miejscowości jest stacja kolejowa Rapallo.